# Франсис Форд Копола
Франсис Форд Копола (на английски: Francis Ford Coppola) е американски режисьор и сценарист. Световноизвестен е най-вече с трилогията „Кръстникът“, както и с епичния филм за Виетнамската война „Апокалипсис сега“. Смятан е за централна фигура на вълната на киното New Hollywood. След режисираето на „Дъждовни хора“ (1969), той е съавтор на филма „Патън“ (1970), за който печели Оскар за най-добър оригинален сценарий заедно Едмънд Х. Норт. 
Показва режисьорския си потенциал с пускането на „Кръстникът“ (1972), филм, който прави революция в създаването на филми в гангстерски жанр, печели похвала от критиката и от публиката, преди да спечели три награди Оскар за Най-добре адаптиран сценарий (с Марио Пузо), Най-добър филм, и първата му номинация за Най-добър режисьор. Той продължава с „Кръстникът II“ (1974), който става първото продължение, което печели Оскар за най-добър филм. Силно почитан от критиците, той му донася още три награди Оскар: Най-добър адаптиран сценарий, Най-добър режисьор и Най-добър филм и го прави вторият режисьор (след Били Уайлдър), който е удостоен три пъти за един и същи филм.
„Разговорът“, който той режисира, продуцира и пише, е издаден през същата година и филмът печели „Златна палма“ през 1974 на филмовия фестивал в Кан. „Апокалипсис сега“ (1979) е изключително популярен със своята жизненост и рязкото представяне на Войната във Виетнам. Той печели „Златна палма“ 1979 на филмовия фестивал в Кан, което прави Копола един от само осемте режисьори, спечелили две награди „Златна палма“.
Начинанията на Копола през 1980-те и 1990-те години са били критично похвални, но въпреки това той не постига съвсем същия търговски успех както с филмите си от 1970-те години. Неговите най-известните филми от началото на 1980-те години са драмите „Аутсайдерите“ (1983) и „Рибка боец“ (Rumble Fish) (1983), престъпната драма „Котън клуб“ (1984), както и филм на ужасите „Дракула" на Брам Стокър“ (1992).

## Биография
Франсис Форд Копола е роден в Детройт, Мичиган. Баща му Кармине Копола (1910 – 1991) е флейтист в Симфоничния оркестър на Детройт. Майка му е Италия Копола (1912 – 2004), по баща Пенино (Pennino). Франсис е второто от три деца, Август Копола е по-големият му брат, а малката му сестра е Талия Шайър, която става актриса. Семейството му е на италиански имигранти, баба му и дядо му дошли в Съединените щати от Берналда (Bernalda), Базиликата. Неговият дядо по майчина линия, Франческо Пенино, е популярен италиански композитор, емигрирал от Неапол, Италия. Копола получава средното си име в чест на Хенри Форд, не само защото той е роден в болница „Хенри Форд“, но и поради връзките на баща му с автомобилния производител. По време на раждането на Франсис баща му е бил не само флейтист, но и аранжор и асистент-режисьор на оркестъра за „The Ford Sunday Evening Hour“, едночасов концерт, спонсориран от Форд Мотър Къмпани. Две години след раждането на Франсис баща му е обявен за основен флейтист на симфоничния оркестър на NBC и семейството му се премества в Ню Йорк, заселва се в Удсайд, Куинс, където Франсис прекарва остатъка от детството си.
Дъщерята на Копола – София тръгва по пътя на баща си, филмът ѝ – Изгубени в превода, на който Франсис Форд Копола е продуцент, им носи Златен глобус и Оскар за „най-добър сценарий“. Лентата прави сериозно впечатление на кинокритиката и зрителите.

## Кариера
След като се дипломира в сферата на театралните изкуства в университета Хофстра (Hofstra) през 1960 г., Копола се записва във филмово училище на Калифорнийския университет в Лос Анджелис (UCLA School of Theater, Film and Television), за да развива професионалната си кариера в сферата на киното. Там той режисира кратък хорър филм, „Двата Кристофъра“, вдъхновен от „Уилям Уилсън“ на Едгар Алън По, следва „Аямон Грозни“, филм за оживяващите кошмари на един скулптор, преди да се насочи към експерименталната еротична комедия „Тази вечер със сигурност“ (1962).
В Лос Анджелис Копола се среща с Джим Морисън. По-късно той използва песента на Дъ Дорс „The End“ в „Апокалипсис сега“.
Фирмата, която го наема за „Тази вечер със сигурност“, иска от него да съкрати един немски филм, озаглавен „Mit Eva fing die Sünde“ на режисьора Фриц Умгелтер. Той добавя някои нови цветни 3-D кадри и получава кредит за „The Bellboy and the Playgirls“, също провал на бокс-офис.
Копола е нает като асистент от Роджър Корман и първата му работа е повторно редактиране на руския научнофантастичен филм „Nebo zovyot“, който той превръща във филм с насилие, озаглавен „Battle Beyond the sun“ (1962). Впечатлен от постоянството и всеотдайността на Копола, Корман го наема като директор на диалозите за „Лондонската кула“ (1962), като звуков режисьор за „Младите състезатели“ (1963) и асоцииран продуцент за „Терора“ (1963). 
Докато е на изложение в Ирландия на „Младите състезатели“ през 1963 г., Корман убеждава Копола да направи нискобюджетен филм на ужасите със средства, останали от филма. Копола пише кратък сценарий за една нощ, включващ елементи от „Психо“ на Алфред Хичкок. Резултатът впечатлява Корман, който му дава зелена светлина, с бюджет от $ 40 000 ($ 20 000 от Корман и $ 20 000 от друг продуцент, който иска да купи правата върху филма). Копола прави филма „Безумие 13“ за период от девет дни, като прави дебют като сценарист. Филмът възвръща разходите си и по-късно се превръща в култов филм на ужасите. По време на заснемането му той среща бъдещата си съпруга Елинор Джеси Нийл.
През 1965 г. Копола печели годишната награда Самюъл Голдуин (Samuel Goldwyn) за най-добър сценарий за филма „Pilma, Pilma“. Този успех му осигурява договор като сценарист със Seven Arts Productions. Съавтор е на сценариите на филмите „This Property Is Condemned“ и „Is Paris Burning?“.
Копола купува правата на романа на Дейвид Бенедикт „Ти си голямо момче“. Този филм му донася признание от критиката и в крайна сметка става магистър по изящни изкуства в Калифорнийския университет, Факултет по театър, кино и телевизия през 1967 г.
Копола обединява група режисьори, известни като Нов Холивуд (New Hollywood), които се появяват в началото на 1970-те години с идеи, които оспорват конвенционалното правене на филми. В групата са включени Стивън Спилбърг, Мартин Скорсезе, Брайън Де Палма, Терънс Малик, Робърт Олтман, Уди Алън, Уилям Фридкин, Филип Кауфман и Джордж Лукас.

### „Патън“(1970)
Копола е съавтор с Едмънд Х. Норт на сценария на филма „Патън“, това носи и на двамата Оскар за най-добър оригинален сценарий. Въпреки това не е било лесно на Копола да убеди Франклин Дж. Шафнер, че началната сцена във филма ще проработи. Филмът започва с военна агитация на генерал Патън към членовете на Трета армия, разположени до огромен американски флаг. Копола и Норт трябвало да смекчат тона на Патън, за да се избегне нисък рейтинг.

### „Кръстникът“(1972)
Франсис Форд Копола прави сензация с екранизация по романа на Марио Пузо „Кръстникът“ през 1972 година. В главните роли играят Марлон Брандо, Робърт Дювал, Ал Пачино, Талия Шайър (която му е сестра), Даян Кийтън и др. „Кръстникът“ има още две части, които излизат през 1974 и 1990 година, като в тях вече се включват актьори като Робърт Де Ниро, Анди Гарсия а в третата част играе и дъщеря му София Копола.
След като се появява на екран, филмът става изключително популярен. Печели множество награди, включително Оскар за най-добър адаптиран сценарий за Копола. Филмът се смята за един от най-великите филми в историята. Той е бил избран от Националния филмов регистър за опазване в САЩ. Парамаунт Пикчърс и Копола имат разногласия за филма и кастинга.
Копола казва за филма: „Кръстникът“ беше много недооценен филм, когато го направихме. Продуцентите не бяха много доволни от него. Те не харесаха актьорите. Не им хареса начина, по който го бях заснел. Винаги съм бил на ръба на уволнението. Така че това е един изключително кошмарен опит. Имах две малки деца, а третото се роди по време на снимките. Ние живеехме в малък апартамент и бях много уплашен, че не им харесва. Така че когато всичко свърши, аз не бях ни най-малко уверен, че това ще бъде успешен филм и дали някога ще си намеря работа.“
Франсис Форд Копола е номиниран за Оскар за най-добър режисьор, а филмът печели Оскар за най-добър филм.
Стенли Кубрик смята, че „Кръстникът“ е възможно най-големия филм, правен някога и има без съмнение най-добрия актьорския състав. 

### „Разговорът“(1974)
Филмът е частично повлиян от „Фотоувеличение“ (1966) на Микеланджело Антониони и предизвиква голям интерес. Филмът използва същото оборудване за наблюдение и подслушване, което членове на администрацията на Ричард Никсън използвали, за да шпионират политически опоненти преди скандала Уотъргейт. Филмът е с нечуван успех и Копола печели първата си награда Златна палма през 1974 година на филмовия фестивал в Кан.

### „Кръстникът“Част II (1974)
Първоначално Парамаунт се противопоставя на решението да се даде име на филма „Кръстникът II“. Според Копола възражението на студиото произтича от увереността, че публиката няма да пожелае да види филм с такова заглавие, защото се предполага, че щом вече има един Кръстник, би било разумно към оригиналната история да има допълнение. Въпреки първоначалните съмнения относно заглавието, филмът е номиниран за 11 награди Оскар и получава 6 Оскара, включително 3 за Копола: Оскар за най-добър филм, Оскар за най-добър режисьор и Оскар за най-добър адаптиран сценарий. Робърт Де Ниро печели Оскар за най-добра поддържаща мъжка роля.

### „Апокалипсис сега“(1979)
През 1979 година създава филма „Апокалипсис сега“ с участието на Марлон Брандо, Робърт Дювал, Мартин Шийн, Лорънс Фишбърн, Денис Хопър и Харисън Форд.
Филмът е поразително възхваляван от критиците, когато той най-накрая се появява през 1979 г. и на филмовия фестивал в Кан печели Златна палма. „Апокалипсис сега“ е нараснал във времето и е считан от мнозина за шедьовър на епохата Ню Холивуд и често се цитира като един от най-великите филми, правени някога. 
Филмът носи множество награди и номинации:
- „Златна палма“ – Кан’79
- „Оскар“ за „операторско майсторство“ и „звук“
- „Златен глобус“ за режисура
- Номинации за „Оскар“ за „най-добър филм“, „адаптиран сценарий“, „най-добър режисьор“, „сценография“ и „монтаж“.

### „Кръстникът“Част III (1990)
През 1990 г. Копола режисира третата и последна част „Кръстникът III“. Макар и не толкова критикуван като първите два филма, все пак е с успех в боксофис, спечелвайки приходи от 136 000 000 долара срещу бюджет от 54 милиона. Има 7 номинации за Оскар, включително Оскар за най-добър филм, Оскар за най-добър режисьор. Филмът не успява да спечели нито една от тези награди – единственият филм от трилогията, който не печели Оскар.

### „Дракула на Брам Стокър“(1992)
Адаптиран по романа на Брам Стокър, филмът има за цел да се доближи най-много до романа от досегашните екранизации. Копола поверява главната роля на Гари Олдман, а поддържащите на Киану Рийвс, Уинона Райдър и Антъни Хопкинс. Филмът се превръща в бокс-офис хит с печалба 82 522 790 долара в страната, което го прави 15-ият най-високо-печеливш филм на годината. Филмът печели награди Оскар за най-добър дизайн на костюмите, Оскар за най-добър грим и Оскар за редактиране на звук.

## Филмография

### Режисьор
| година | филм                     | оригинално заглавие                 | бележки                   |
| ------ | ------------------------ | ----------------------------------- | ------------------------- |
| 1962   | Тази вечер със сигурност | Tonight for Sure                    |                           |
| 1962   |                          | The Bellboy and the Playgirls       |                           |
| 1963   | Безумие 13               | Dementia 13                         |                           |
| 1966   | Ти си голямо момче сега  | You’re a Big Boy Now                |                           |
| 1968   | Финландската дъга        | Finian’s Rainbow                    |                           |
| 1969   | Дъждовни хора            | The Rain People                     |                           |
| 1972   | Кръстникът               | The Godfather                       |                           |
| 1974   | Разговорът               | The Conversation                    |                           |
| 1974   | Кръстникът II            | The Godfather, Part II              |                           |
| 1979   | Апокалипсис сега         | Apocalypse Now                      |                           |
| 1982   | Волята на сърцето        | One from the Heart                  |                           |
| 1983   | Рибка-боец               | Rumble Fish                         |                           |
| 1983   | Аутсайдерите             | The Outsiders                       |                           |
| 1984   | Котън клуб               | The Cotton Club                     |                           |
| 1986   | Капитан ЕО               | Captain EО                          |                           |
| 1986   | Пеги Сю се омъжи         | Peggy Sue Got Married               |                           |
| 1987   | Каменната градина        | Gardens of Stone                    |                           |
| 1988   | Мечтата на Тъкър         | Tucker: The Man and His Dream       |                           |
| 1989   | Нюйоркски истории        | New York Stories (Life Without Zoë) | сегмент: (Живот без Зоуи) |
| 1990   | Кръстникът III           | The Godfather: Part III             |                           |
| 1992   | Дракула                  | Bram Stoker’s Dracula               |                           |
| 1996   | Джак                     | Jack                                |                           |
| 1997   | Ударът                   | The Rainmaker                       |                           |
| 2007   | Младост без младост      | Youth without youth                 |                           |
| 2009   | Тетро                    | Tetro                               |                           |
| 2011   | Между                    | Twixt                               |                           |